# دورگالی
دورگالی (به ایتالیایی: Dorgali) یک منطقهٔ مسکونی در ایتالیا است که در استان نیورو واقع شده‌است. دورگالی ۲۲۴٫۸۳ کیلومتر مربع مساحت و ۸٬۵۴۹ نفر جمعیت دارد و ۴۰۰ متر بالاتر از سطح دریا واقع شده‌است.